# Ян Опалінський (воєвода)
Ян Опалінський (пол. Jan Opaliński; 1581—1637) — урядник Королівства Польського в Речі Посполитій, перекладач.

## Життєпис
Походив з польського шляхетського роду Опалінських гербу Лодзя. Старший син Яна Опалінського, каштеляна Рогозьно, й Барбари Остроруг. Народився 1581 року. Здобув гарну освіту під орудою батька, що був знаним бібліофілом і меценатом. Стає знавцем класичних мов, богослов'я і філософії.
1617 року отримує староство іновроцлавське. 1621 року призначено каштеляном Калішу. 1624 року стає воєводою Каліським. Перебував на посаді до 1628 року, коли отримав воєводство Познанське. 1633 року призначається сенатором-резидентом.
Як ревний католик робив щедрі дари на релігійні потреби, зокрема ордену єзуїтів. Був членом Ордену Лицарського Шанування Непорочного Зачаття, заснованого Фердинандом II, імператором Священної Римської імперії. Заснував монастир у Лабішині, костел в Опалениці і почав будівництво костелу в Гродзиську.
Помер 1637 року.

## Творчість
Уславився своєю вченістю. Переклав польською мовою більшу частину творів Тацита.

## Родина
Дружина — Урсула Потулицька
Діти:
- Олександр (д/н—1647), староста іновроцлавський
- Ян Костянтин (1628—1672), ротмистр королівський
- Ян Леопольд (1634—1672), каштелян накловський
- два сина померли при народжені
- Аполінара, дружина Войцеха Гаєвського, каштеляна рогозьнського
- Урсула, дружина Анджея Гродзецького
- Вікторія, дружина: 1) Кшиштофа Прусінського; 2) Пйотра Поводовського
- Ядвіга, черниця
- Теодора, черниця
- Софія, черниця
- Анна, черниця